# Encephalartos ngoyanus
Encephalartos ngoyanus là một loài thực vật hạt trần trong họ Zamiaceae. Loài này được Verd. mô tả khoa học đầu tiên năm 1949.